# Крымов, Артём Иванович
Артем Иванович Крымов (род. 17 мая 1988, Воронеж, СССР) — российский тренер по греко-римской борьбе, специалист в области физической культуры и спорта. Тренер-преподаватель высшей квалификационной категории, Мастер спорта России, старший тренер сборной команды Воронежской области по греко-римской борьбе (ЦСПСК). Под его руководством подготовлены чемпионы и призёры всероссийских и международных соревнований. Награждён Министерством спорта Российской Федерации.

## Биография
Артем Крымов начал заниматься греко-римской борьбой в возрасте 10 лет в СШОР № 10 города Воронежа. В юности становился победителем и призёром первенств Центрального федерального округа, а также всероссийских и международных турниров. В 18 лет выполнил норматив мастера спорта России и стал бронзовым призёром чемпионата России среди студентов.
В 2005 году окончил Воронежский государственный институт физической культуры (ныне — Воронежская государственная академия спорта), кафедру единоборств, получив квалификацию специалиста по физической культуре и спорту. В 2019 и 2020 годах прошёл профессиональную переподготовку по направлениям «Менеджмент в образовании» и «Менеджмент в сфере физической культуры и спорта».
С 2008 года начал тренерскую деятельность в СШОР № 10, пройдя путь от спортсмена-инструктора до тренера-преподавателя высшей квалификационной категории и заместителя директора по спортивной подготовке. Занимал должность старшего тренера сборной в ЦСП, участвовал в разработке индивидуальных планов подготовки для ведущих спортсменов, а также разрабатывал региональную программу развития греко-римской борьбы. Под его руководством в состав сборной России вошло рекордное число борцов из Воронежской области. Крымов подготовил чемпионов и призёров России, Европы и мира.
Также он принимал участие в подготовке борцов с нарушением слуха, которые на базе СШОР № 10 завоевали медали на первенствах мира и Европы по греко-римской борьбе среди спортсменов с нарушением слуха. Артем Крымов входил в состав тренерской бригады подготовки к Олимпийским играм.
С 2022 года оказывает методическую поддержку и проводит консультации при подготовке отдельных спортсменов из Грузии и Армении, включая разработку индивидуальных планов тренировок с учётом этапности выхода на пик спортивной формы.

### Научная деятельность
Артем Крымов ведёт научную деятельность в области спортивной тренировки, физической подготовки и индивидуализации подготовки борцов греко-римского стиля. Он является автором следующих научных публикаций:
- Крымов А. И., Семёнов А. И. Оптимизация общефизической и функциональной подготовки борцов греко-римского стиля в преддверии главных стартов соревновательного цикла // Актуальные проблемы современной науки (АПНИ), 2020.
- Крымов А. И. Применение восстановительных процедур для оптимизации тренировочного процесса борцов греко-римского стиля // Вестник науки, сентябрь 2024. — DOI: 10.24412/2712-8849-2024-978-641-647.
- Крымов А. И. Применение восстановительных процедур для оптимизации тренировочного процесса борцов греко-римского стиля // Современные научные исследования и инновации, 2022.
- Крымов А. И. Методика развития взрывной силы и стартовой скорости у борцов греко-римского стиля на этапе совершенствования спортивного мастерства // UNIVERSUM: Психология и образование, 8 апреля 2025.
- Крымов А. И. Model of Long-Term Improvement for the Efficiency of the Training Process in Greco-Roman Wrestling: Physiological, Psychological, and Technical Aspects, Individualization of Training // Theory and Practice of Physical Culture, 8 марта 2025.
- Крымов А. И. Технико-тактические стратегии и комбинированные приёмы в греко-римской борьбе: анализ на разных этапах подготовки // Спортивно-педагогическое образование, Российский университет спорта ГЦОЛИФК, 14 декабря 2024.

## Награды и признание
Награждён благодарностями и дипломами первой степени Министерства спорта Российской Федерации, а также ведомственными наградами за вклад в развитие физической культуры и спорта.